# Sally Buzbee
Sally Buzbee (Walla Walla, Washington, Estats Units, 1966) és una periodista i editora estatunidenca. Ha sigut directora executiva d'Associated Press. El maig de 2021 fou nomenada directora de The Washington Post, esdevenint la primera dona de la història en dirigir aquest diari. Va substituir a Martin Baron, qui es va jubilar el febrer del mateix any.
Buzbee va néixer a Olathe, un poble de l'Estat de Kansas. Va obtenir un bachelor a la Universitat de Kansas i va començar a treballar a Associated Press el 1988, passant per diversos càrrecs fins esdevenir la seva directora executiva. El juny de 2024 va dimitir del càrrec d'editora en cap del Wahington Post.